# Unió Esportiva Cornellà
 (avril 2018).
Si vous disposez d'ouvrages ou d'articles de référence ou si vous connaissez des sites web de qualité traitant du thème abordé ici, merci de compléter l'article en donnant les références utiles à sa vérifiabilité et en les liant à la section « Notes et références ».
Maillots
L'Unió Esportiva Cornellà est un club de football fondé en 1951 et basé à Cornellà de Llobregat dans la province de Barcelone en Espagne.
Le footballeur international espagnol Jordi Alba est passé par ce club durant sa jeunesse.

## Histoire
Le club évolue dans les division régionales pendant de nombreuses années, de sa création jusqu'en 1999.
Lors de la saison 1999-2000, le club évolue pour la première fois de son histoire en Tercera División (quatrième division). Il évolue trois saisons à ce niveau, avant d'être relégué en Ligue régionale. Le club remonte immédiatement en Tercera División et passe à nouveau trois saisons à ce niveau. Relégué de nouveau en 2006, il obtient la remontée deux années plus tard, en 2008. 
Cette fois-ci, le club arrive à se stabiliser à ce niveau. Il termine deuxième de son groupe en 2012-2013, puis premier en 2013-2014, obtenant ainsi une promotion historique en Segunda División B (troisième division) pour la saison 2014-2015. Pour sa première saison en Segunda División B, l'UE Cornellà se classe 15e de son groupe, atteignant dans le même temps les seizièmes de finale de la Copa del Rey. Les saisons suivantes, il se classe 5e, 9e, puis 4e de son groupe.

## Palmarès
- Tercera División
  - Vainqueur du Groupe V (Catalogne) : 2014